# علاقات فرنسا الخارجية

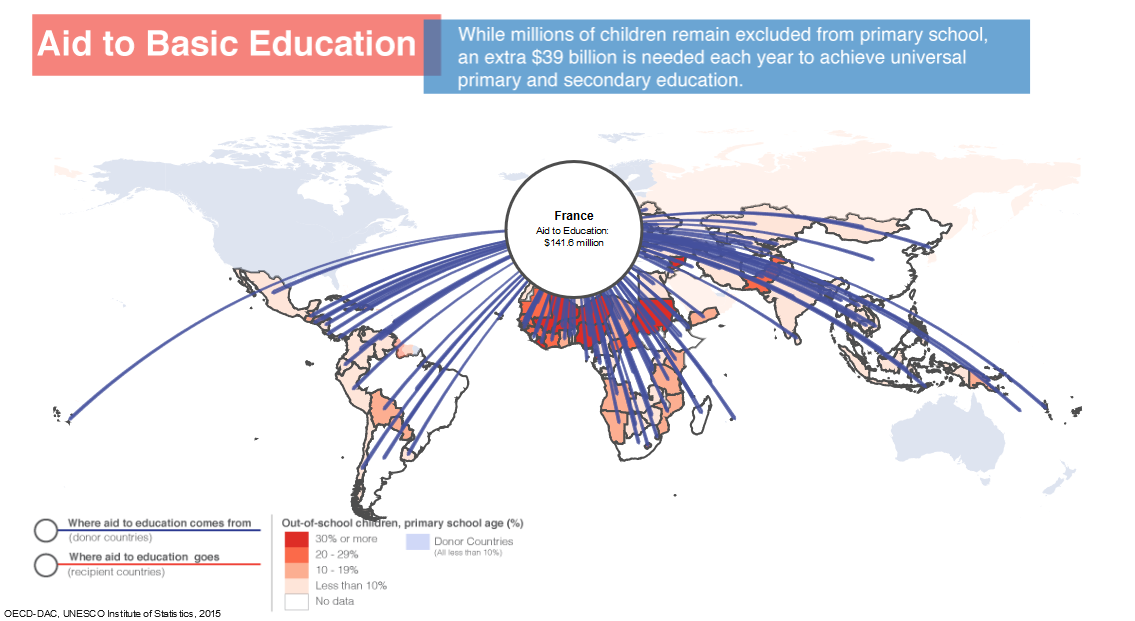
المساعدات المخصصة للتعليم الأساسي، وهي مقدار المساعدات الثنائية والمتعددة الأطراف التي تساهم بها فرنسا أو تتلقاها

في القرن التاسع عشر، بنت فرنسا إمبراطورية استعمارية عالمية لم ير العالم أكبر منها سوى الإمبراطورية البريطانية. تعرضت هذه الإمبراطورية للإذلال في الحرب الفرنسية البروسية بين عامي 1870 و1871، ما أتاح المجال أمام ألمانيا لزيادة نفوذها في أوروبا. كانت فرنسا ضمن التحالف المنتصر في الحرب العالمية الأولى، لكنها لم تبلِ بلاء حسنًا في الحرب العالمية الثانية.
خاضت حروبًا خاسرة في إندونيسيا (انتهت عام 1954) والجزائر (انتهت عام 1962). انهارت الجمهورية الرابعة وبدأت الجمهورية الخامسة منذ عام 1958 حتى يومنا الحالي. تحت قيادة شارل ديغول، حاولت التصدي للتدخل الأمريكي والبريطاني في المجتمع الأوروبي. منذ عام 1945، كانت فرنسا عضوًا مؤسسًا في الأمم المتحدة وحلف شمال الأطلسي (ناتو) والجماعة الأوروبية للفحم والصلب (التي تحولت فيما بعد إلى الاتحاد الأوروبي). باعتبارها عضوًا مؤسسًا في الأمم المتحدة، تملك فرنسا واحدًا من المقاعد الدائمة في مجلس الأمن، وهي عضو في معظم الوكالات التخصصية المتعلقة بالأمم المتحدة.
فرنسا أيضًا عضو مؤسس في الاتحاد من أجل المتوسط وفي المنظمة الدولية للفرنكوفونية، كما أنها تلعب دورًا أساسيًا في الشؤون الإقليمية والدولية على حد سواء.

## العلاقات مع الشرق الأوسط
أسست فرنسا علاقات مع الشرق الأوسط منذ فترة حكم الملك لويس الرابع عشر. من أجل منع النمسا من التدخل في خططها المتعلقة بأوروبا الغربية، قدم الملك بعض المساعدات المحدودة إلى الإمبراطورية العثمانية، لكن انتصارات الأمير النمساوي يوجين من سافوي دمرت هذه المخططات. خلال القرن التاسع عشر، حاولت فرنسا بمساعدة بريطانيا العظمى دعم الإمبراطورية العثمانية التي أصبحت معروفة باسم «رجل أوروبا المريض»، وذلك من أجل مقاومة التوسع الروسي، الأمر الذي انتهى باندلاع حرب القرم.
عملت فرنسا أيضًا على توطيد علاقاتها مع مصر شبه المستقلة. في عام 1869، أنهى العمال المصريون -تحت الإشراف الفرنسي- إنشاء قناة السويس. بدأت المنافسة تحتدم بين فرنسا وبريطانيا من أجل السيطرة على مصر، وفي النهاية خرجت بريطانيا منتصرة من خلال شراء الحصص المصرية من الشركة المالكة للقناة قبل أن يتسنى لفرنسا أي وقت للتصرف.
بعد توحيد ألمانيا عام 1871، نجحت ألمانيا في تخريب العلاقات الفرنسية العثمانية. في الحرب العالمية الأولى، انضمت الدولة العثمانية إلى قوى المركز وتعرضت للهزيمة على يد فرنسا وبريطانيا. بعد انهيار الدولة العثمانية، قررت فرنسا وبريطانيا تقسيم الشرق الأوسط فيما بينهما. وبذلك حصلت فرنسا على سوريا ولبنان.

### 1945-1958
حصلت هاتان المستعمرتان على الاستقلال عام 1945، لكن فرنسا حاولت مع ذلك توطيد العلاقات الثقافية والتربوية مع هذه المنطقة وخصوصًا مع لبنان. كان توطيد العلاقات مع سوريا أكثر تعقيدًا بسبب سياسات البلاد. في عام 2005، ضغطت فرنسا إلى جانب الولايات المتحدة الأمريكية على سوريا لسحب جيشها من لبنان. في فترة ما بعد الحرب العالمية الثانية، وصلت العلاقات الفرنسية مع الشرق الأوسط العربي إلى أدنى مستوياتها. أثارت ثورة التحرير الجزائرية بين المقاتلين الإسلاميين والمستعمرين الفرنسيين قلق بقية العالم الإسلامي. تلقى المقاتلون الجزائريون كثيرًا من الدعم والتمويل من مصر وبقية القوى العربية ما أثار استياء الفرنسيين.
أما الأمر الأكثر تدميرًا للعلاقات الفرنسية العربية، فقد كان العدوان الثلاثي على مصر المعروف باسم «أزمة السويس»، فقد أساء إلى سمعة فرنسا في المنطقة بشكل مدمر. دعمت فرنسا العدوان الإسرائيلي الصريح على شبه جزيرة سيناء، وكانت تعمل ضد جمال عبد الناصر الذي كان شخصية ذائعة الصيت في الشرق الأوسط. أدى العدوان الثلاثي إلى إظهار فرنسا وبريطانيا كقوى إمبريالية تحاول فرض إرادتها على الدول الضعيفة. كان تحالف فرنسا المقرب مع إسرائيل خلال خمسينيات القرن العشرين من الأسباب التي أعاقت علاقات فرنسا مع الشرق الأوسط العربي.

### سياسات ديغول
تغير كل ذلك مع وصول شارل ديغول إلى السلطة. تركزت سياسة ديغول الخارجية على محاولة تحديد سلطة وتأثير كل من الدولتين العظميين، وفي الوقت ذاته زيادة التأثير الدولي لفرنسا. أمل ديغول بنقل فرنسا من تابع للولايات المتحدة إلى قائد لمجموعة كبيرة من الدول غير المنحازة. كانت الدول التي نظر إليها ديغول كدول مشاركة محتملة في هذه المجموعة هي ذاتها الدول التي كانت داخل نطاق التأثير التقليدي الفرنسي: دول أفريقيا والشرق الأوسط. كانت المستعمرات الفرنسية السابقة في شرق أفريقيا وشمالها راضية بهذه العلاقات المقربة من فرنسا. امتلكت هذه الدول علاقات اقتصادية وثقافية وطيدة مع فرنسا، كذلك لم يكن لديها حلفاء مناسبون آخرون بين الدول العظمى.
حاز هذا التوجه الجديد في السياسة الخارجية الفرنسية على رضى الدول العربية. لم ترغب أي من هذه الدول بالخضوع إلى سيطرة واحدة من الدولتين المتنافستين على حكم العالم، لذلك دعموا السياسة الفرنسية الهادفة إلى تحقيق التوازن بين الولايات المتحدة والاتحاد السوفييتي ومنع أي منهما من الحصول على سلطة مطلقة في المنطقة. أراد قادة الشرق الأوسط التمتع بحرية كافية لتحقيق أهدافهم ومساعيهم الخاصة، ولم يرغبوا بالتقيد ضمن أي من التحالفين العالميين. أمل ديغول باستخدام هذه الركيزة لبناء علاقات قوية بين الأمم، كما تمنى أن تحسن هذه العلاقات الجيدة من التجارة الفرنسية مع بلدان المنطقة. تخيل ديغول أيضًا أن هؤلاء الحلفاء سوف ينظرون إلى الأمة الفرنسية الأكثر قوة، ويتطلعون إليها من أجل القيادة والتوجيه في شؤون السياسة الخارجية.

### التاريخ الحديث
بالنسبة لفرنسا، كان الشرق الأوسط عاملا رئيسيا في سياستها الخارجية. أكثر من عشر سنوات منذ عام 2000، فرنسا بنيت بنجاح وجود مؤثر في جميع أنحاء منطقة الشرق الأوسط، حيث أن التركيز الرئيسي كان على المملكة العربية السعودية والإمارات العربية المتحدة وقطر. كانت سياسة الشرق الأوسط من فرنسا ضرورية من الناحية الاستراتيجية والثقافية والاقتصادية للعرض، حيث ظل التركيز على إثبات نفسها كقوة عالمية. استثمرت البلاد سنوات في الحفاظ على موطئ قدم قوي في المنطقة على خطوط التجارة والمصالح الأمنية، والتبادلات الثقافية والاجتماعية. كما أصبح إيمانويل ماكرون الرئيس في عام 2017، وقدم صورة واضحة عن العلاقات الفرنسية مع الشرق الأوسط وأهميتها، سواء في خطبه السياسة الخارجية ومبادراته. أسلافه، من ناحية أخرى، قد اختار معظمهم خيار «الطمأنينة» مع حكومات المنطقة. تدريجيا، بدأت فرنسا لإظهار الاهتمام المتزايد في المملكة العربية السعودية ودولة الإمارات العربية المتحدة، بشكل خاص. أصبح البلد الداعم بنشاط نحو اثنين في الدول العربية في مشاركتها في الحرب الأهلية في اليمن، لتصبح واحدة من الموردين الأسلحة حاسمة. كان هناك عدد من دعوات من منظمات حقوق الإنسان لفرنسا لوقف أسلحتهم المبيعات إلى كل من السعودية والإمارات العربية المتحدة، التي كانت معروفة عن التسبب في أزمة إنسانية في اليمن. حتى في 2021، واصل ماكرون اتخاذ مبادرات نحو تعزيز العلاقات مع المملكة والإمارات. خلال زيارته للمنطقة في نوفمبر 2021، وقع ماكرون أسلحة صفقة قيمتها 16 مليار يورو مع دولة الإمارات العربية المتحدة. نقل اتفاق المشاركة من 80 ترقية طائرات رافال، جنبا إلى جنب مع 12 طائرة هليكوبتر مقاتلة في ايرباص. بينما ينظر فرنسا أنها وسيلة لتعميق العلاقات مع دولة الإمارات، ومنظمات حقوق انتقدت وأثارت المخاوف حول تورط دولة الإمارات العربية المتحدة في اليمن والحروب الليبية. واعترضوا على اتفاق ينص على أن زعماء دول الخليج قد يعكس الفشل المستمر في تحسين سجلها في مجال حقوق الإنسان.,